# Economia della Slovenia
La Slovenia gode sia di prosperità che di stabilità, con un PIL pro capite sostanzialmente alto, rispetto alle altre economie dell'Europa centrale.

## Storia
Benché comprendesse solo un tredicesimo della popolazione della Jugoslavia, la Slovenia era la più produttiva delle repubbliche della Jugoslavia, con un quinto del suo PIL e un terzo delle esportazioni della ex-Jugoslavia. Questo le permise, una volta ottenuta l'indipendenza nel 1991, di sviluppare una prospera economia e un forte mercato di scambi commerciali con l'Occidente.
Dopo l'indipendenza, l'economia slovena ha dovuto affrontare due problemi principali: la perdita del mercato jugoslavo e la reintroduzione di un'economia di mercato con l'obiettivo principale di generare profitti.
La Slovenia è riuscita a passare relativamente bene il passaggio dal mercato Jugoslavo a quello dei mercati esteri più esigenti. La più grande differenza era che, nel periodo socialista Jugoslavia, l'enfasi maggiore veniva data all'industria mineraria e meccanica, mentre i servizi non occupavano una programmazione importante. Al momento dell'indipendenza la Slovenia ha registrato un calo significativo della produzione industriale, ciò ha comportato un aumento della produttività, il che significa che non ha avuto conseguenze importanti. Così la Slovenia non è più un paese industriale ma un paese post-industriale, in cui vivono più persone delle attività dei servizi che non dell'industria.
La Slovenia ha intrapreso la diversificazione dei suoi commerci e la sua integrazione con l'Occidente. La Slovenia è uno dei membri fondatori dell'OMC, aderì alla CEFTA nel 1996 per uscirne al momento del suo ingresso nell'Unione europea il 1º maggio 2004. Il 1º gennaio 2007 introdusse l'euro che circolò assieme al tallero fino al 14 gennaio.
La Slovenia è anche membro dell'organizzazione internazionale Iniziativa Centro Europea.

## I vari comparti dell'economia
Il settore legato all'industria è ancora il più significativo, all'interno dell'economia di questa nazione, occupando il 32,4% del PIL. In particolar modo sono sviluppati l'industria siderurgica e del legno, mentre sono in forte crescita l'industria elettronica, di elettrodomestici e trasporti.
L'agricoltura occupa il 8,8% del PIL (in particolar modo grano e granturco).
Degno di nota è il grande proliferare di imprese di import/export grazie alla posizione strategica della nazione, che ne ha determinato sempre un crocevia. Il settore del commercio, in generale, contribuisce al 58,8 % del PIL.

## I maggiori partner commerciali
La Slovenia ha come maggiore partner commerciale l'Unione Europea. In particolare Italia, Germania e Francia. Notevole l'interscambio con la Croazia e la Bosnia ed Erzegovina.